# Kaple svatého Aignana
Kaple svatého Aignana (fr. Chapelle Saint-Aignan) byla kaple v Paříži nacházející se ve východní části ostrova Cité. Její pozůstatky v domech č. 24 na Rue Chanoinesse a č. 19 na Rue des Ursins jsou chráněny jako historická památka.

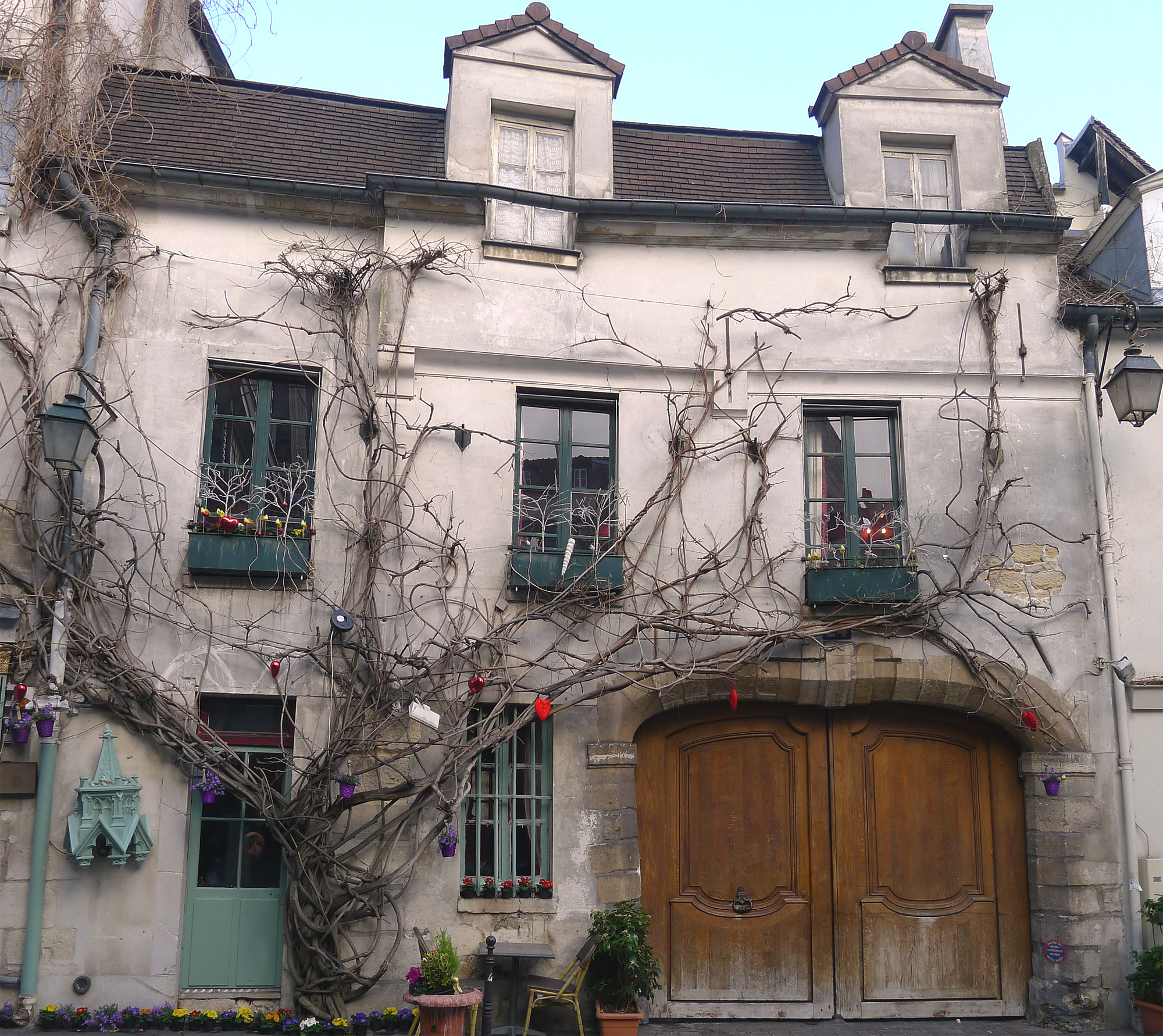
Dům č. 24 v Rue Chanoinesse.

## Historie
Kapli zasvěcenou svatému Aignanovi Orleánskému nechal vystavět kolem roku 1120 Étienne de Garlande, orleánský biskup a kancléř krále Ludvíka VI. Odkázal jí dům v klášteře Notre-Dame a tři vinice na Montagne Sainte-Geneviève a ve Vitry.
Heloisa, která bydlela se svým strýcem Fulbertem v klášteře Notre-Dame, navštěvovala kapli, aby se zde modlila a pravděpodobně zde poznala Abélarda. Rovněž Bernard z Clairvaux chodil do kaple meditovat.
Kaple byla zrušena v roce 1790 za Velké francouzské revoluce a v roce 1795 byla stržena, její loď však byla zachována a přestavěna na dům. Zbytky lodě zachované v domě č. 19 na Rue des Ursins byly v roce 1966 zapsány mezi historické památky. Pozůstatky chóru v domě č. 24 na Rue Chanoinesse jsou chráněny od roku 1995.
Z 23 náboženských staveb na ostrově Cité je vedle katedrály Notre-Dame a Sainte Chapelle poslední zčásti zachovalou stavbou tohoto typu.